# Apodrosus earinusparsus
Apodrosus earinusparsus (лат.) — вид жуков-долгоносиков из подсемейства Entiminae (Polydrusini). Название дано по признаку тёмно-коричневой окраски со вкраплениями зелёных пятен от латинских слов earinus (означающего «зелёный, цвет весны») и sparsus («разбросанный»).

## Распространение
Северная Америка: Гаити.

## Описание
Жуки-долгоносики мелких размеров, длина тела от 3,5 до 4,5 мм. Форма тела узкая, длина в 2,8 раза больше ширины. Рострум немного длиннее головы. Основная окраска коричневая и зелёная. Крылья и плечевые бугры развиты. Усики 12-члениковые. Нижнечелюстные щупики 3-члениковые, нижнегубные щупики состоят из трёх сегментов. Вид был впервые описан в 2010 году в ходе родовой ревизии, проведённой пуэрто-риканскими энтомологами Jennifer C. Girón и Nico M. Franz (Department of Biology, Университет Пуэрто-Рико, Маягуэс, Пуэрто-Рико).